# Dojran
Dojran (en macédonien : Дојран ) est une commune du sud-est de la Macédoine du Nord, située au bord du lac du même nom. La commune comptait 3 084 habitants en 2021 et s'étend sur 129,16 km2. La ville en elle-même est divisée en deux agglomérations, séparées par quelques kilomètres et toutes les deux situées au bord du lac, Nov Dojran et Star Dojran. Elles comptaient en 2021 respectivement 997 et 413 habitants, le reste de la population étant réparti dans les villages alentour. Dojran est une des principales destinations touristiques macédoniennes.
Son territoire est limitrophe de ceux des communes macédoniennes de Bogdanci et Valandovo ainsi que de la Grèce.

## Géographie
La commune de Dojran comprend la moitié occidentale du lac de Dojran, le reste se trouvant en Grèce. Son territoire est relativement plat aux abords du lac, mais il est limité au nord et à l'ouest par des massifs montagneux, le plus important étant la Belasica, qui culmine à 1 883 mètres.
La commune jouit d'un climat chaud, avec des étés chauds et des hivers doux et humides. Ces derniers peuvent toutefois être froids, comme en 2002, lorsque le lac avait gelé. En été, son eau a une température moyenne de 24,7 degrés.
En plus de son chef-lieu, Dojran, la commune comprend les villages de Douroutli, Ǵoptcheli, Kourtamzali, Nikoliḱ, Organdjali, Sevendekli, Sretenovo, Fourka, Tsrnitchani, Tchaouchli et Djoumabos.

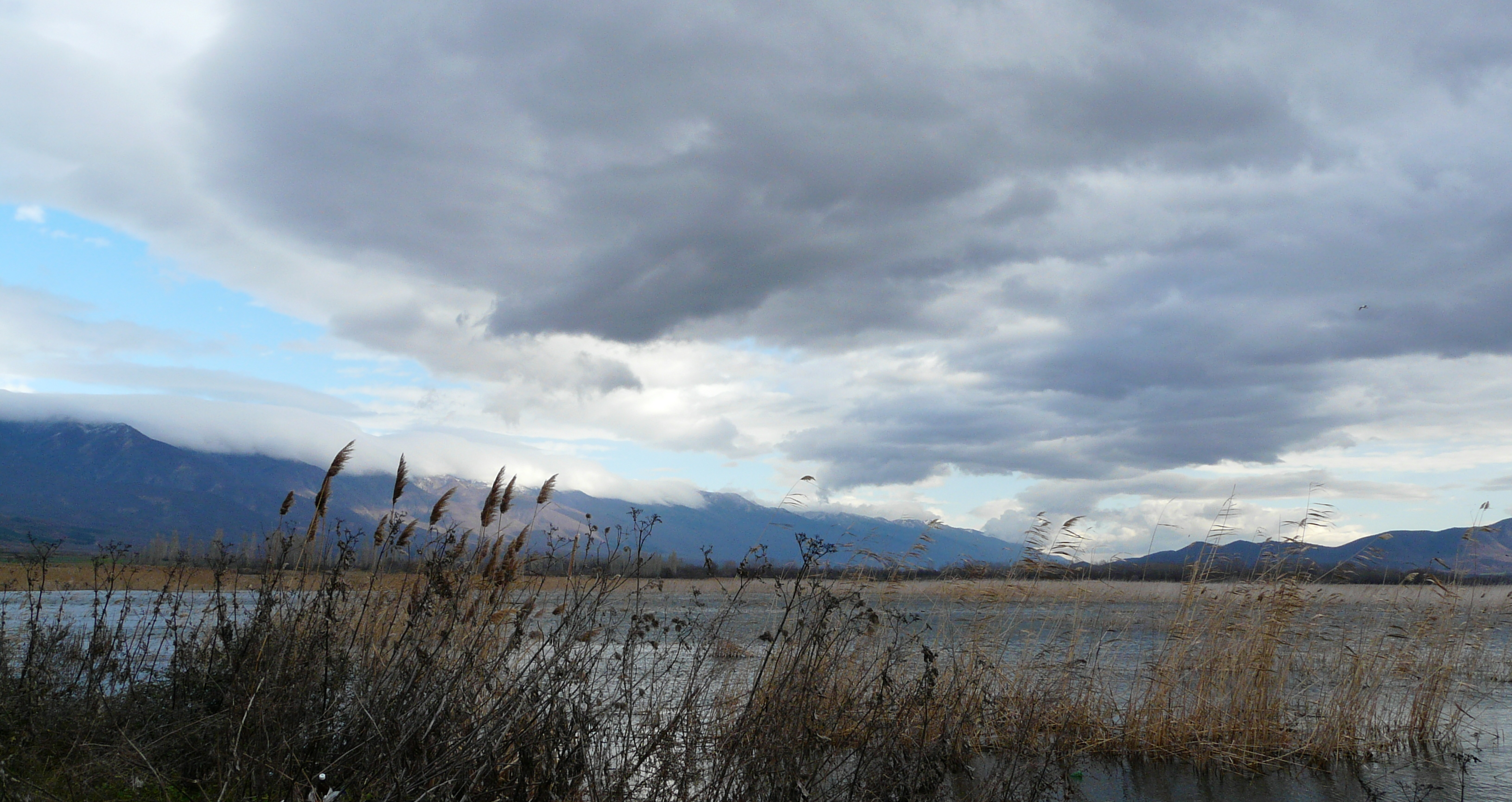
Le lac et les montagnes environnantes.
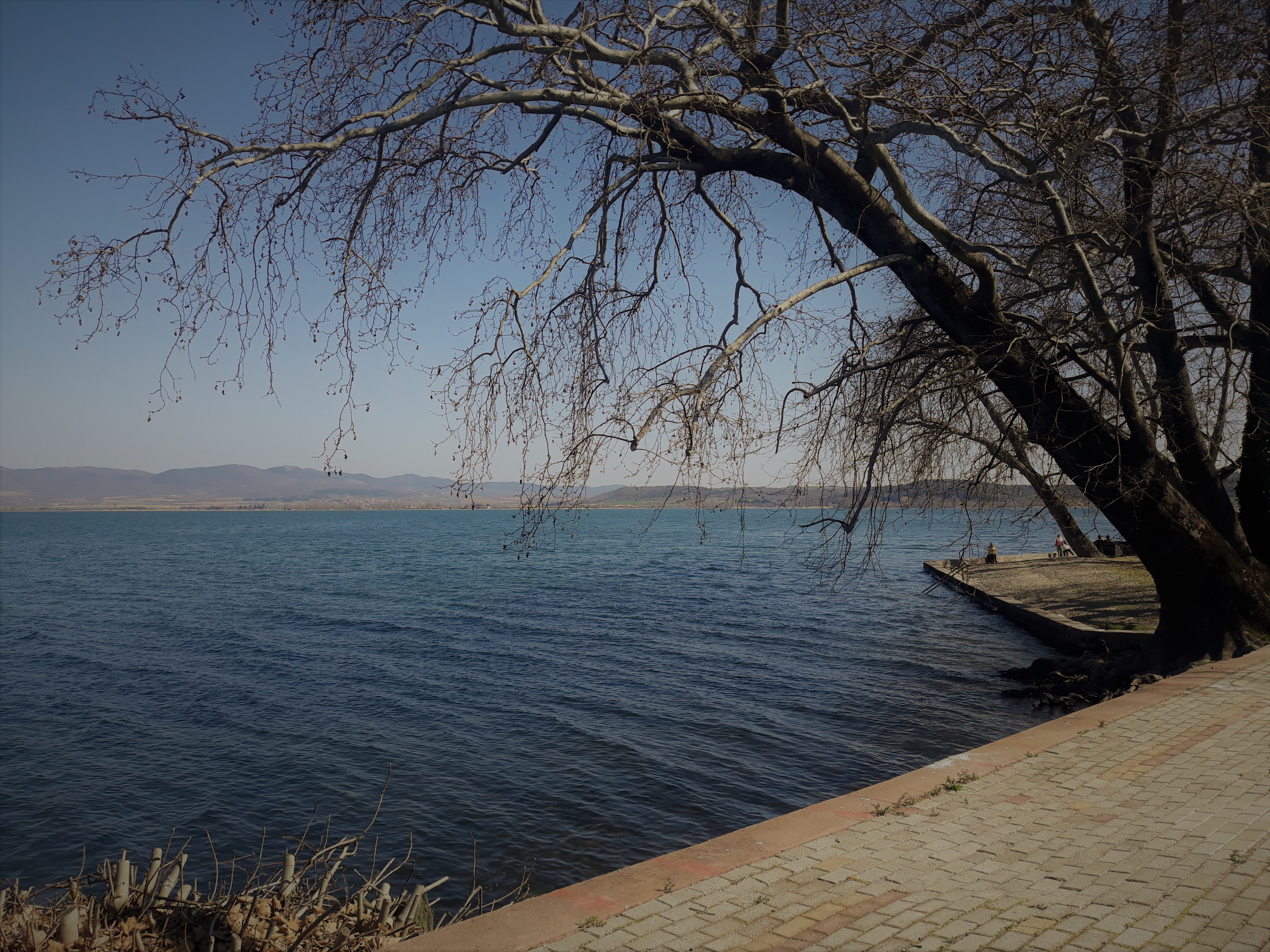
Platanes au bord de l'eau à Dojran.
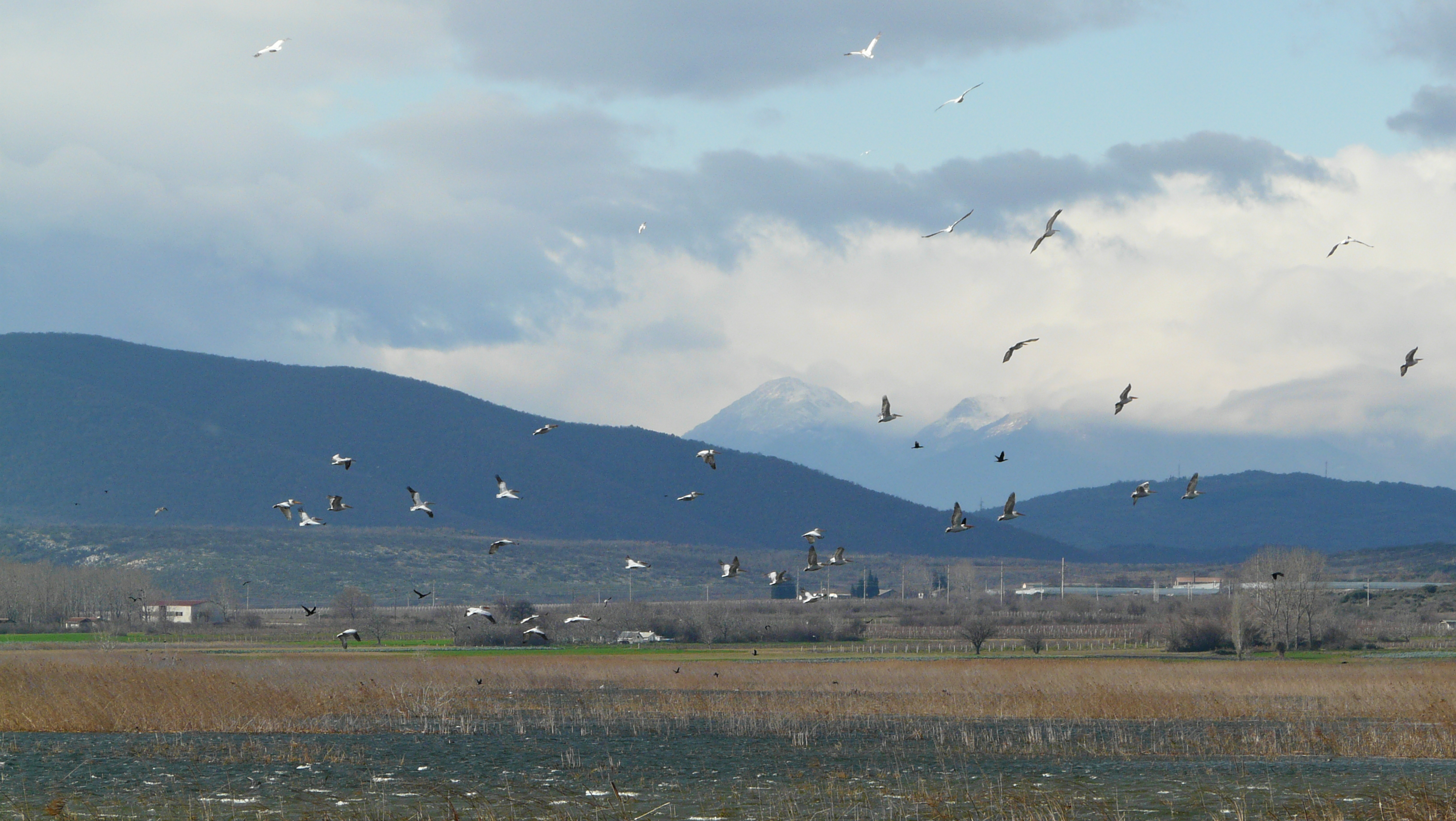
Vol d'oiseaux près du lac.

## Histoire
La première ville située au bord du lac de Dojran est fondée au IIe siècle av. J.-C. Il s'agit de Tauriyan, vaste de 30 acres et qui possédait une forteresse. Les Slaves s'installent dans la région à partir de la fin du VIe siècle et Tauriyan connaît une certaine prospérité au début éu IXe siècle avant de décliner les années suivantes, probablement à cause d'épidémies de choléra.
La ville est alors déplacée un peu plus au sud et elle est rebaptisée Paulina. Cette nouvelle ville vit surtout de la pêche mais souffre des invasions serbes au XIVe siècle. À la fin de ce même siècle, la région est conquise par les Ottomans qui font reconstruire la ville sur le modèle oriental. Ils aménagent notamment un système d'approvisionnement en eau potable et construisent des hammams, des écoles, une tour de l'horloge et trois mosquées. Ce sont eux qui donnent à la ville son nom actuel.
Dojran souffre des Guerres balkaniques menées de 1912 à 1913 (bataille de Dojran), puisque la région est annexée par la Serbie et que les habitants turcs partent en Anatolie, abandonnant leurs ateliers et leurs magasins. La Première Guerre mondiale est également une période catastrophique pour Dojran. En 1916, la population est évacuée, et en 1918 (troisième bataille de Dojran), les combats entre puissances détruisent presque entièrement la ville.
Les autorités yougoslaves entreprennent rapidement la reconstruction de la ville, notamment en fondant Nov Dojran à l'emplacement de l'ancienne Tauriyan et en y installant 29 familles de colons serbes. À partir des années 1950, la ville développe enfin ses activités touristiques. Elle compte aujourd'hui quatre hôtels, des casinos et plus de 600 maisons de vacances.

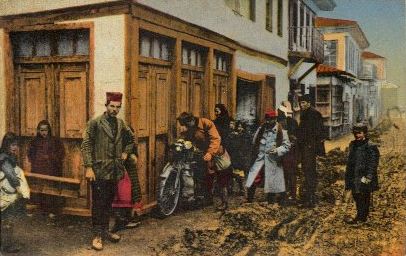
Une rue de Dojran au début du XXe siècle.
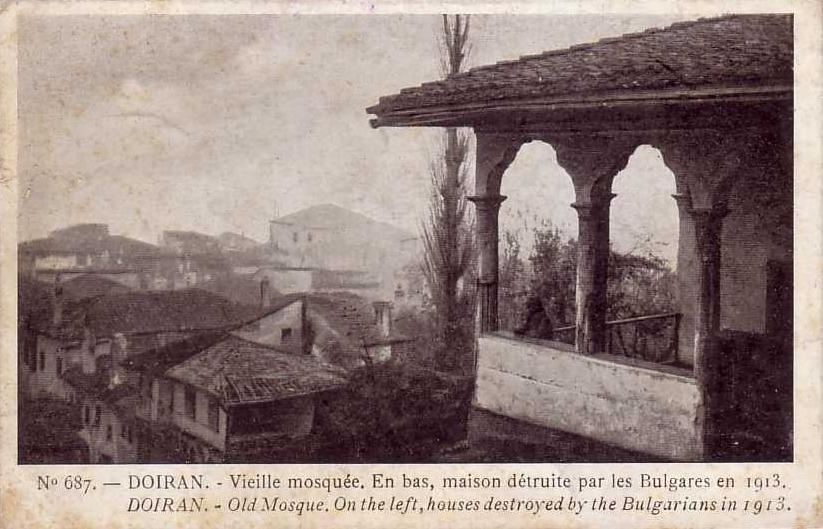
La ville en 1913.

## Administration

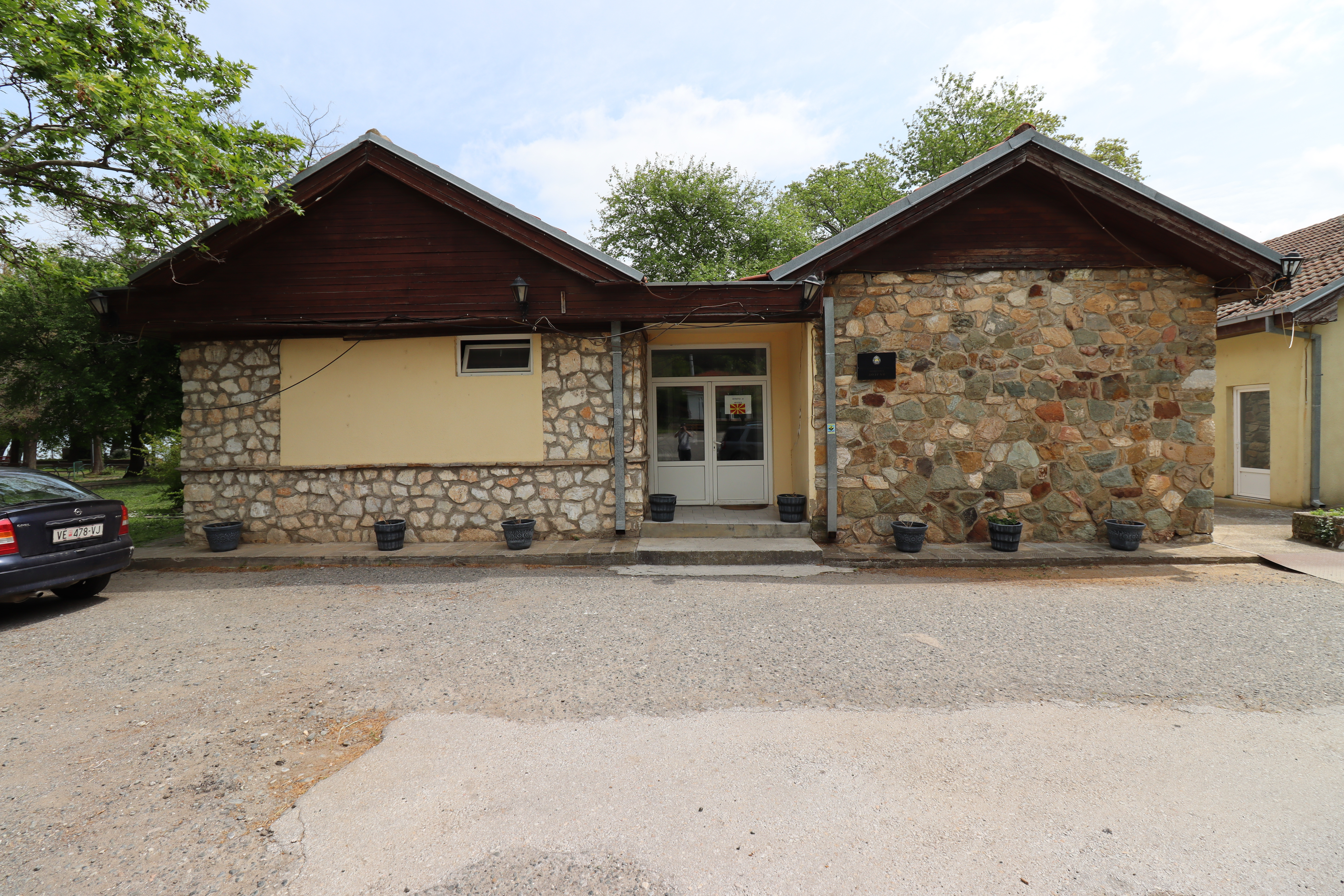
La mairie.

LLa commune est administrée par un conseil municipal élu au suffrage universel tous les quatre ans. Il adopte les plans d'urbanisme, accorde les permis de construire, planifie le développement économique local, protège l'environnement, prend des initiatives culturelles et supervise l'enseignement primaire. Il compte 9 conseillers municipaux.
Le pouvoir exécutif est détenu par le maire, lui aussi élu au suffrage universel. Depuis 2017, le maire de Dojran est Ango Angov, membre de l'Union sociale-démocrate de Macédoine (SDSM).

## Démographie
Lors du recensement de 2002, la commune comptait :
- Macédoniens : 2 771 (77,09 %)
- Turcs : 399 (11,73 %)
- Serbes : 159 (8,08 %)
- Roms : 54 (1,72 %)
- Albanais : 16 (0,50 %)
- Valaques : 2 (0,09 %)
- Bosniaques : 2 (0,09 %)
- Autres : 23 (0,73 %)

## Économie
La commune de Dojran vit principalement du tourisme lié à son lac, réputé pour ses plages, son eau chaude, son cadre préservé et pour sa pêche de loisir. La ville accueille pendant la saison touristique plus de quinze mille visiteurs en même temps.
Dojran vit également de la viticulture et de la culture du tabac, des amandes ou encore des olives, qui servent à produire de l'huile.

## Culture et patrimoine
Malgré les destructions dues à la Première Guerre mondiale, Star Dojran garde encore quelques monuments anciens, comme les ruines de l'église Saint-Élie, construite en 1848, la tour de l'horloge, construite au XIVe siècle par les Ottomans, ou encore des hammams.
La ville possède aussi un musée consacré au lac de Dojran, inauguré en 2000 et en partie financé par l'ambassade de Norvège. Il présente la faune et la flore du lac ainsi que les activités traditionnelles autour de cet espace naturel exceptionnel.
La principale manifestation culturelle de Dojran est le festival des « Poignées de main » (Дојрански ракувања), qui se tient chaque année depuis 1976. Il s'agit d'un ensemble de colloques sur la culture macédonienne et de lectures d'œuvres littéraires par des écrivains.

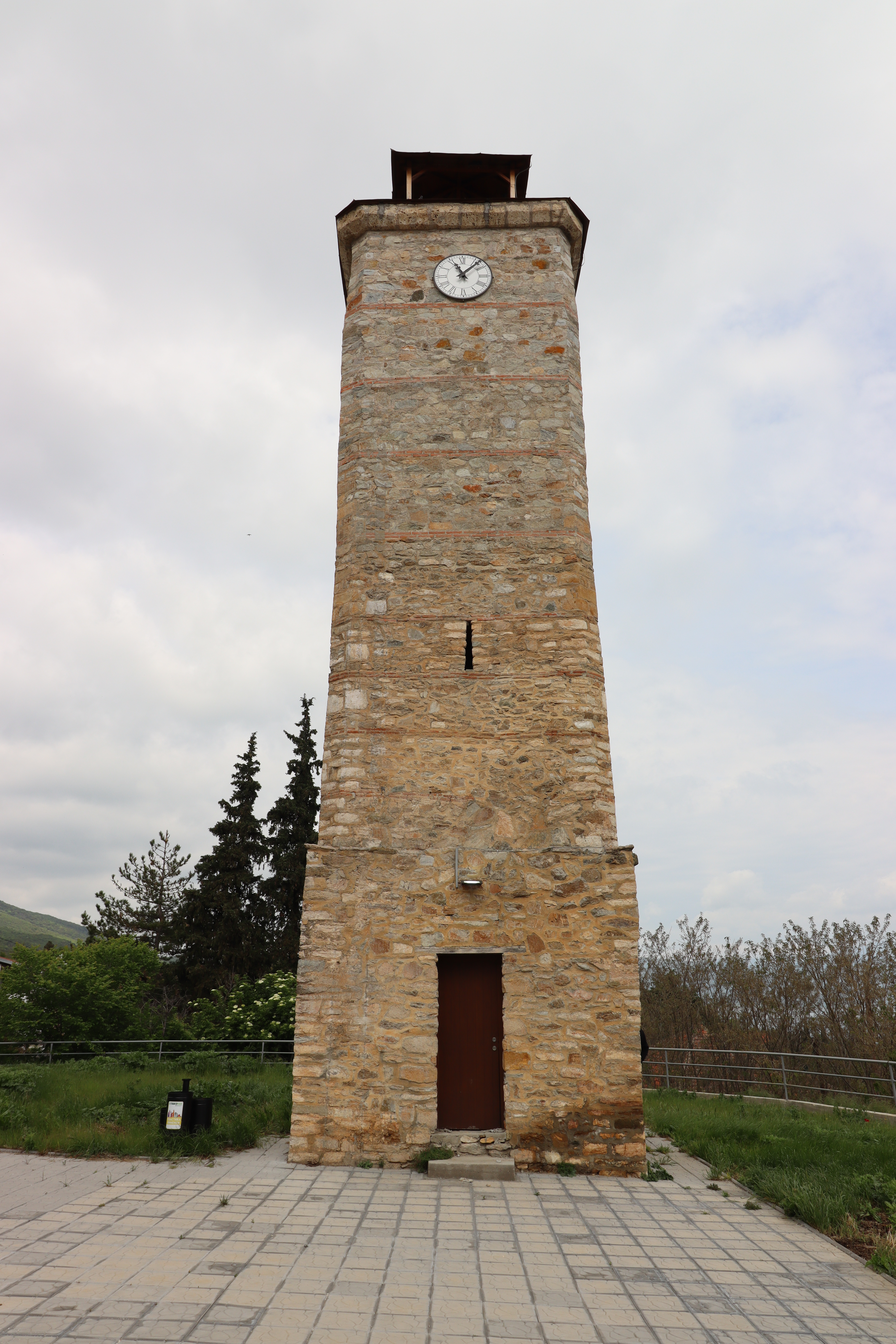
La tour de l'horloge.
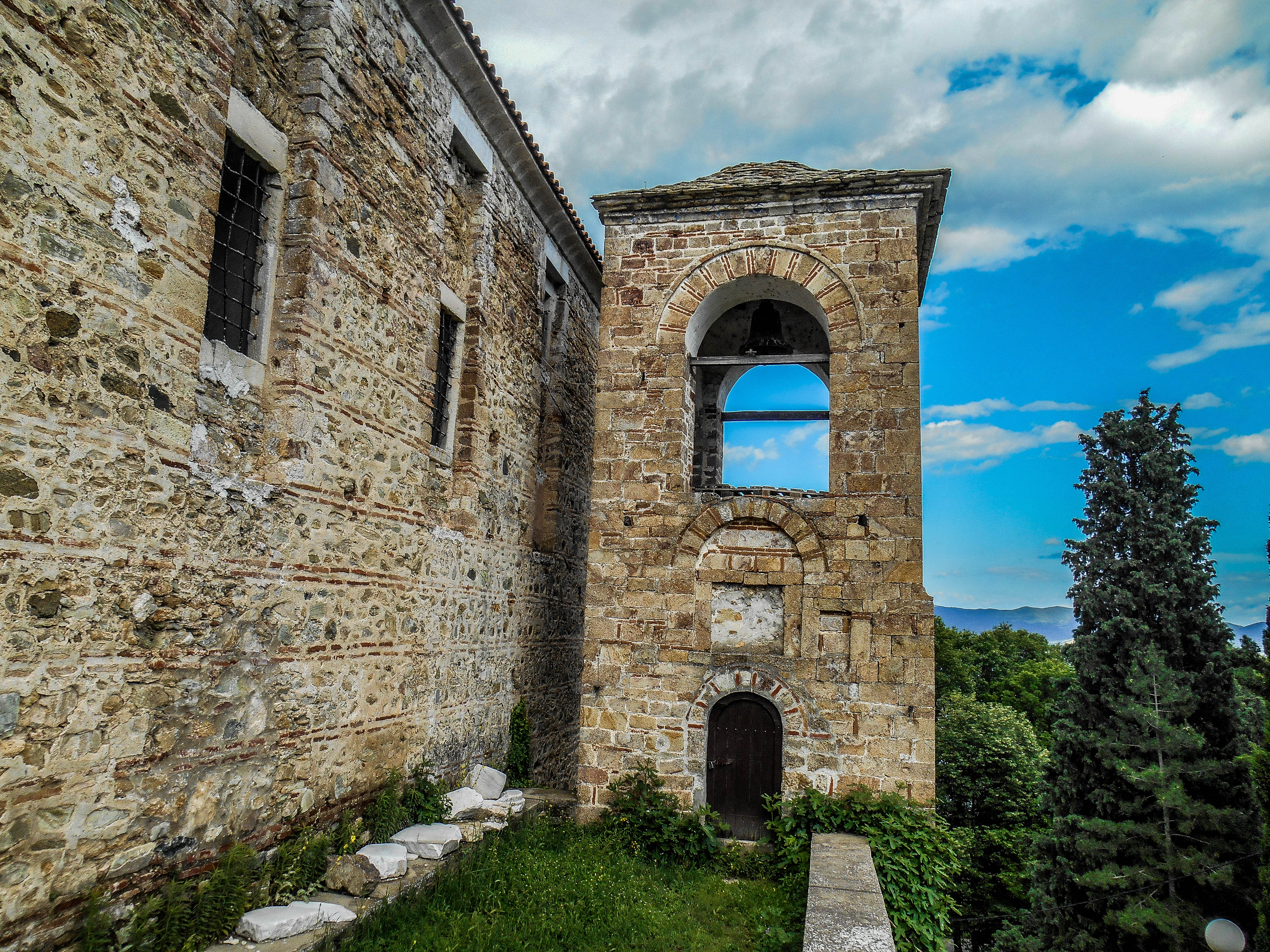
L'église Saint-Élie de Star Dojran.
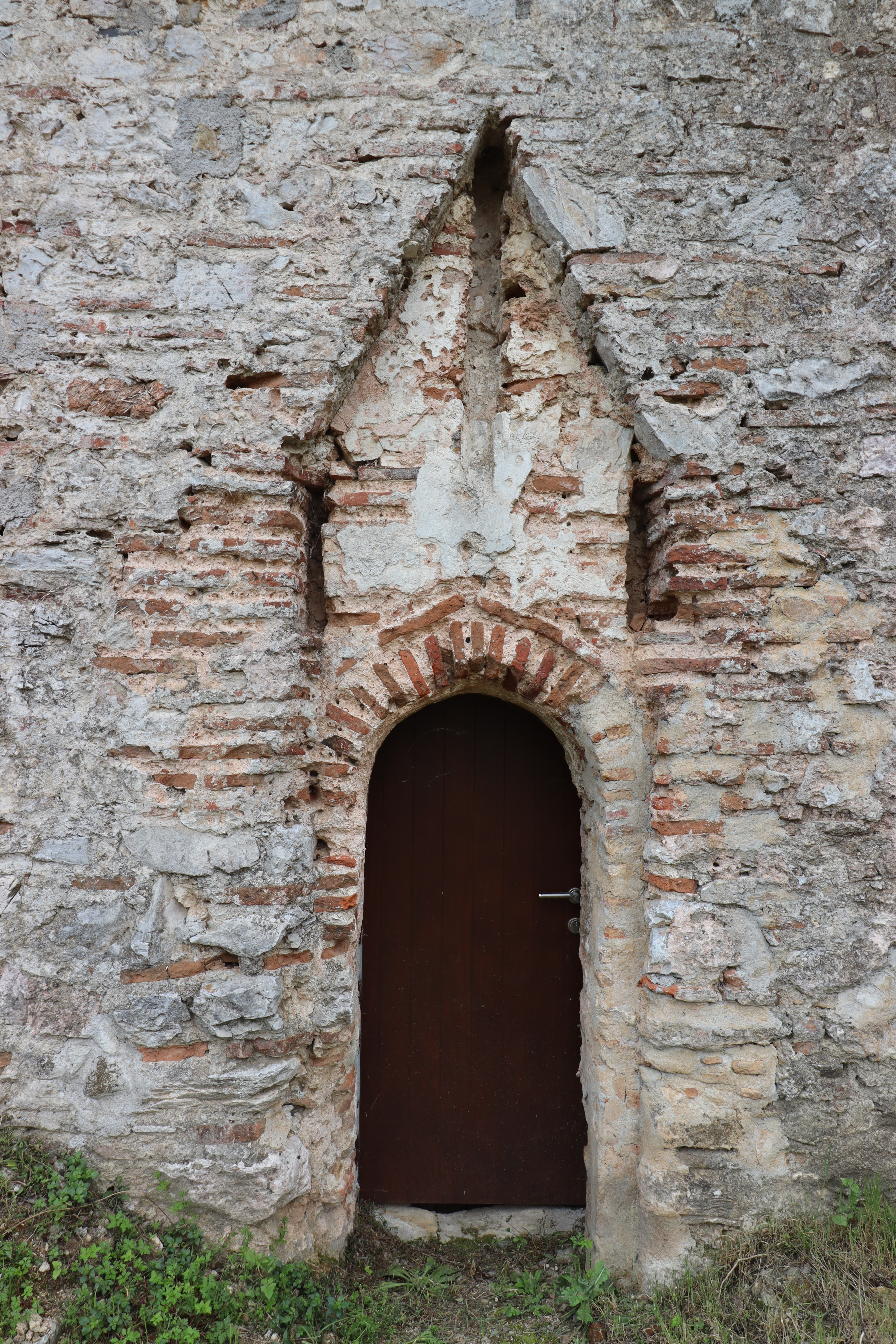
Les anciens hammams de Dojran.
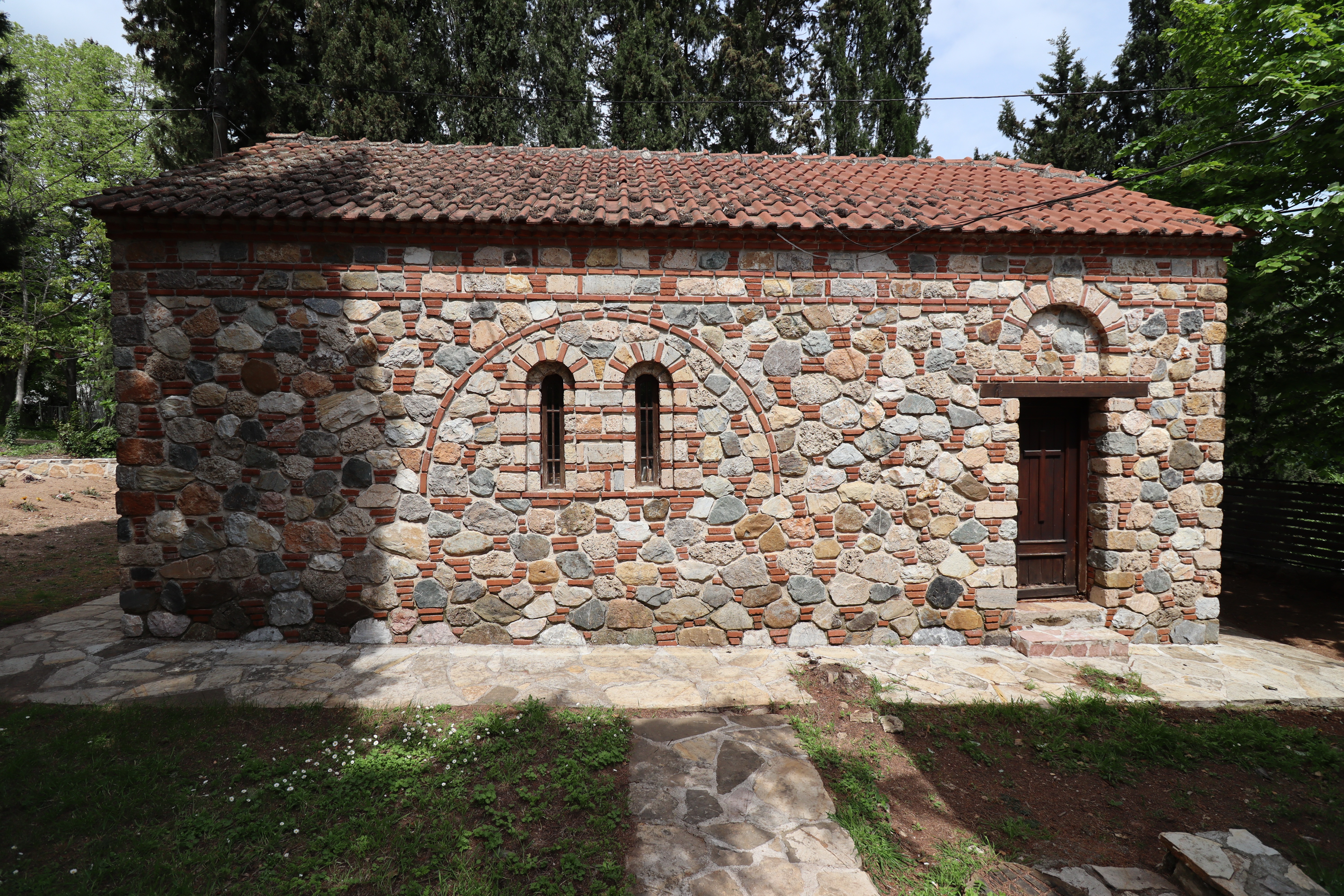
L'église Sainte-Marie-Madeleine de Star Dojran.